# 아자리야의 국기

아자리야의 기

이전 기

아자리야의 국기는 조지아의 국기에 4개의 파란색 줄이 달려 있다. 조지아가 혁명으로 국기가 바뀔 때 이 자치 공화국도 본래 파란색 배경에 칠각별을 넣던 국기를 2004년도에 현재의 것으로 바꾸었다.

## 같이 보기
- 조지아의 국기
- 남오세티야의 국기
- 압하지야의 국기